# Karamel
Karamel je tamno smeđa smjesa šećera dobivena taljenjem šećera. Rabi se u slastičarstvu. Pri temperaturama od 160°C do 170°C molekule se šećera premještaju, preustrojuju te iz njih nastaje nova tvar vrlo upečatljivoga mirisa i okusa. Pretvorba šećera u karamel zove se karamelizacija.
Karamela je bombon izrađen od šećera i mlijeka.

## Vanjeske poveznice
|  | Zajednički poslužitelj ima još gradiva o temi Karamel |